# Weston (Wisconsin)
Weston ist eine Gemeinde (mit dem Status „Village“) im Marathon County im US-amerikanischen Bundesstaat Wisconsin. Das U.S. Census Bureau ermittelte bei der Volkszählung 2020 eine Einwohnerzahl von 15.723.
Weston ist der Bestandteil der Metropolitan Statistical Area Wausau, die sich mit dem Marathon County deckt.

## Geografie
Weston liegt in der Mitte Wisconsins am Eau Claire River, einem Nebenfluss des in den Mississippi mündenden Wisconsin River.
Die geografischen Koordinaten von Weston sind 44°53′27″ nördlicher Breite und 89°32′51″ westlicher Länge. Das Gemeindegebiet erstreckt sich über eine Fläche von 55,89 km². 
Nachbarorte von Weston sind Ringle (11,5 km östlich), Kronenwetter (an der südlichen Gemeindegrenze), Schofield und Rothschild (an der westlichen Gemeindegrenze) und Wausau (an der nordwestlichen Gemeindegrenze).
Die neben Wausau nächstgelegenen weiteren größeren Städte sind Green Bay am  Michigansee (139 km ostsüdöstlich), Appleton (140 km südöstlich), Wisconsins größte Stadt Milwaukee (282 km in der gleichen Richtung), Wisconsins Hauptstadt Madison (228 km südlich), La Crosse am Mississippi (231 km südwestlich), Eau Claire (171 km westlich), die Twin Cities in Minnesota (294 km in der gleichen Richtung) und Duluth am Oberen See in Minnesota (380 km nordwestlich).

## Verkehr
Der vierspurig ausgebaute Wisconsin State Highway 29 verläuft in Ost-West-Richtung durch das Gemeindegebiet von Weston. Der Business US 51 führt durch den äußersten Nordwesten der Gemeinde. Alle weiteren Straßen sind untergeordnete Landstraßen, teils unbefestigte Fahrwege sowie innerörtliche Verbindungsstraßen.
Weston ist für den Frachtverkehr an das Eisenbahnnetz der Canadian National Railway (CN) angeschlossen.
Mit dem Wausau Downtown Airport befindet 10,2 km nordwestlich ein kleiner Flugplatz. Der nächste Verkehrsflughafen ist der Central Wisconsin Airport in Mosinee (20 km südwestlich).

## Bevölkerung
Nach der Volkszählung im Jahr 2010 lebten in Weston 14.868 Menschen in 5772 Haushalten. Die Bevölkerungsdichte betrug 266 Einwohner pro Quadratkilometer. In den 5772 Haushalten lebten statistisch je 2,54 Personen. 
Ethnisch betrachtet setzte sich die Bevölkerung zusammen aus 87,7 Prozent Weißen, 0,8 Prozent Afroamerikanern, 0,4 Prozent amerikanischen Ureinwohnern, 8,7 Prozent Asiaten sowie 0,8 Prozent aus anderen ethnischen Gruppen; 1,6 Prozent stammten von zwei oder mehr Ethnien ab. Unabhängig von der ethnischen Zugehörigkeit waren 2,0 Prozent der Bevölkerung spanischer oder lateinamerikanischer Abstammung. 
27,4 Prozent der Bevölkerung waren unter 18 Jahre alt, 61,1 Prozent waren zwischen 18 und 64 und 11,5 Prozent waren 65 Jahre oder älter. 50,5 Prozent der Bevölkerung war weiblich.
Das mittlere jährliche Einkommen eines Haushalts lag bei 54.770 USD. Das Pro-Kopf-Einkommen betrug 28.325 USD. 7,1 Prozent der Einwohner lebten unterhalb der Armutsgrenze.